# Ugentalsperre
Die Ugentalsperre (laut offiziellem Schild des Wasserverbands Wedel-Brenz vor Ort: der Staudamm Ugental) ist ein Hochwasserrückhaltebecken im Ugental bei Heidenheim an der Brenz in Baden-Württemberg. Das Bauwerk beim Hochberg gilt wegen seiner Höhe eben noch als große Talsperre nach dem ICOLD-Kriterium. Der gestaute Bach ist der nur intermittierend wasserführende Ugentalgraben, der kurz vor Beginn der Überdachung schon im Stadtgebiet Heidenheims von rechts bzw. Süden dem Kanal des regulierten Wedels zufließt und über diesen in die Brenz mündet.

## Beschreibung
Das Ugental ist eines von mehreren Tälern im Flusssystem des Wedels mit für gewöhnlich nur kümmerlichen oder ganz trockenen Gewässerläufen. Oft sind ihre Namen entgegen dem üblichen Brauch von den Talnamen abgeleitet. Sie können jedoch bei Hochwasser die Stadtmitte von Heidenheim unter Wasser setzen.
Namentlich sind dies das vom Wedel selbst durchflossene Stubental mit seinem Oberlauf Eseltal bei Söhnstetten und seinen aufeinander folgenden Hauptzuläufen Mauertal bei Söhnstetten, Zwerchstubental, Schackental bei Sontheim im Stubental, Wental bei Steinheim am Albuch sowie zuletzt dem Ugental.
Der Wedel mündet durch die Innenstadt von Heidenheim verrohrt von rechts und Westen in die Brenz. Einen halben Kilometer weiter brenzabwärts mündet im Gegenlauf der Haintalgraben, der in ähnlicher Weise eine große Industriezone in der flachen Brenztalaue gefährdet.

Ausgewählte Bilder der Ugentalsperre
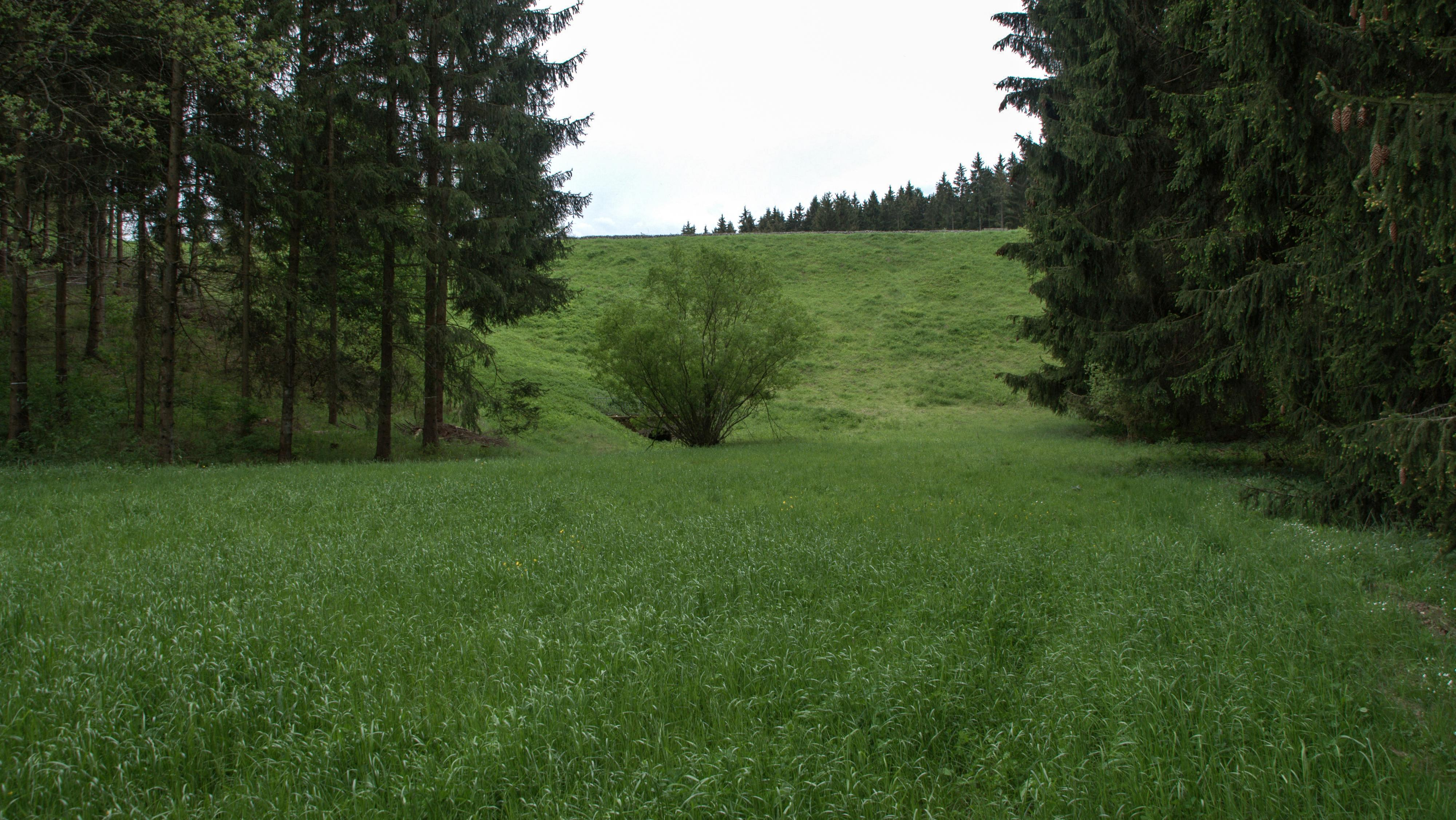
Ugentalsperre (2012), Luftseite
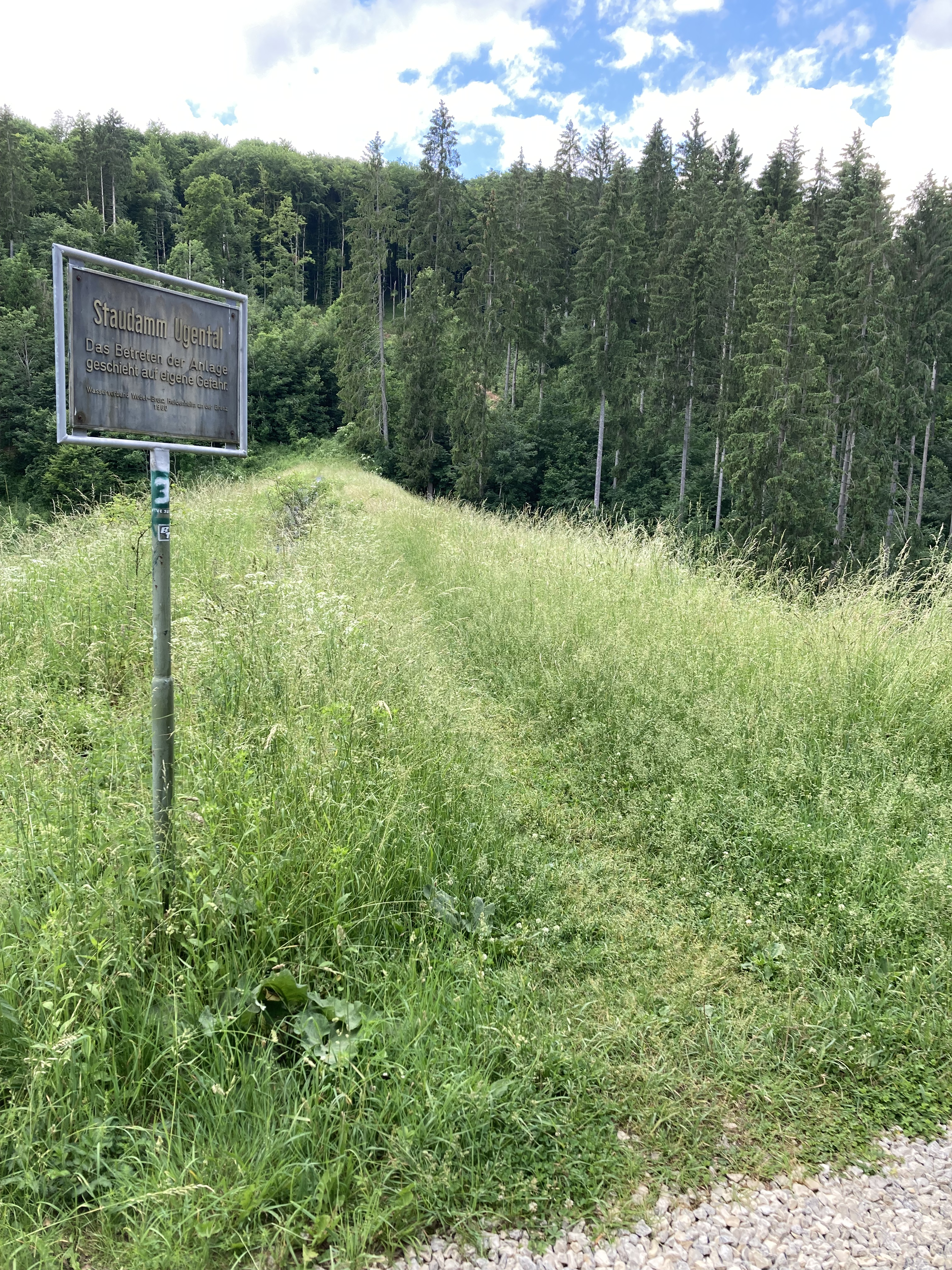
Ugentalsperre (2021), Dammkrone mit Schild
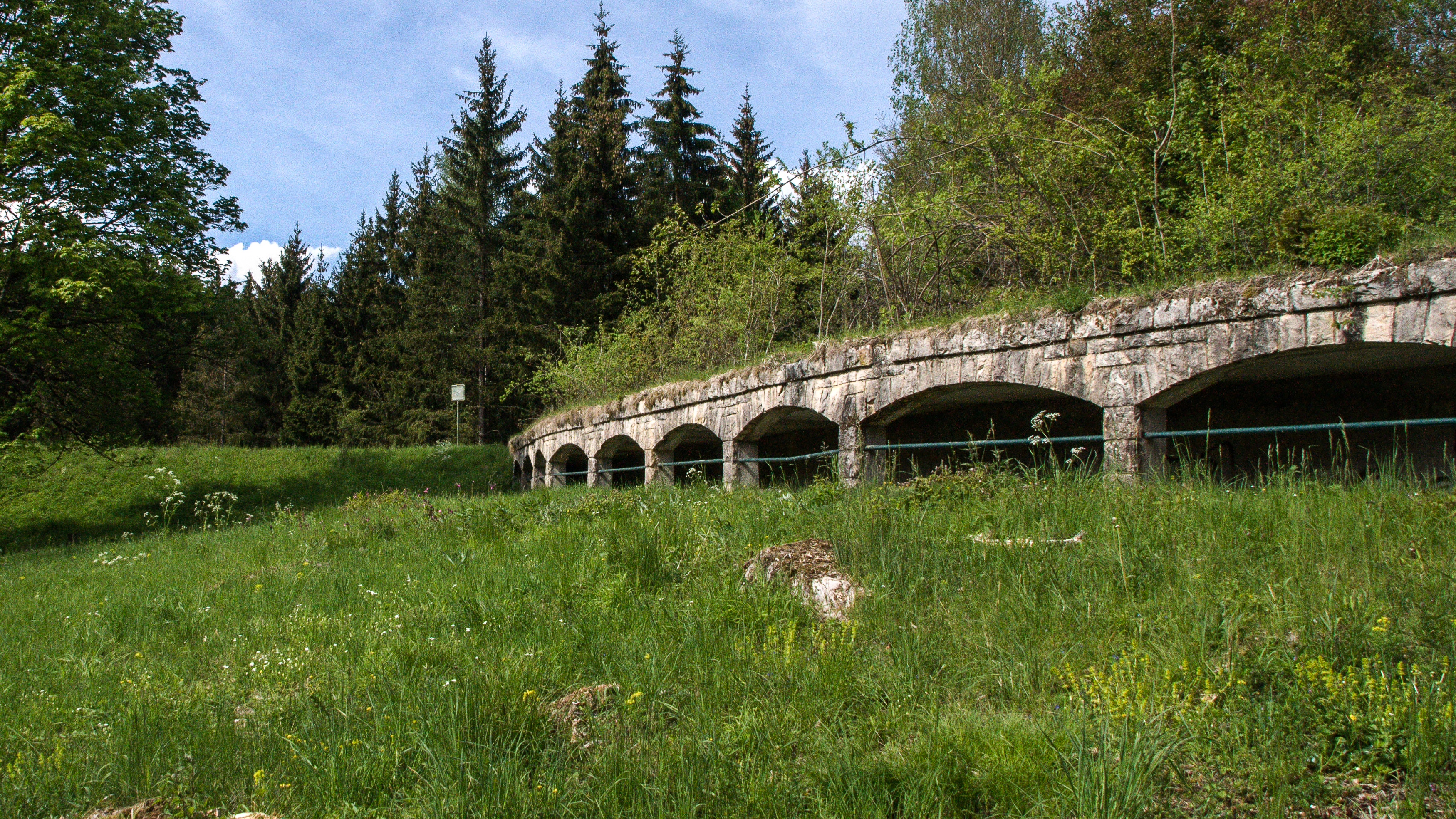
Ugentalsperre (2012), Überlauf

## Wasserverband
Die Ugentalsperre gehört dem Wasserverband Wedel-Brenz und wurde 1960 erbaut.